# Uracil
Uracil is een van de vier nucleobasen in het RNA. De stof komt voor als een wit poeder, dat slecht oplosbaar is in water. Uracil kan beschouwd worden als de gedemethyleerde vorm van thymine.

## Synthese
Rond 1900 werd uracil in het laboratorium voor het eerst synthetisch bereid door hydrolyse van 
gistkernen die gevonden werden in de thymus en milt van runderen, hom van haring en tarwekiemen. Tegenwoordig bestaan er tal van synthesemethoden voor uracil. De eenvoudigste is de additie van water aan cytosine, waardoor uracil en ammoniak ontstaan.
Uracil wordt gewoonlijk bereid door een condensatiereactie van maleïnezuur en ureum in rokend zwavelzuur.
Een derivaat van uracil, 6-methyluracil, wordt gesynthetiseerd uit ureum en ethylacetoacetaat in een oplossing van ethanol en zoutzuur als katalysator. Er ontstaat dat een β-uraminocrotonester; dit ester cycliseert na basisch maken met natronloog en daarna opnieuw aanzuren. Een gelijksoortige route naar uracil verloopt met 3-oxo-propionzure ethylester en ureum

## Structurele eigenschappen
In principe kan uracil tautomeriseren en ook in de enolvorm voorkomen, naast de meer gebruikelijke lactamvorm:

## Biochemische functies
Samen met adenine, cytosine en guanine wordt deze base in een RNA-keten gebonden. Het komt niet voor in het DNA; daar wordt het vervangen door thymine. Uracil kan twee waterstofbruggen vormen met adenine. Het kan door deaminering en hydrolyse relatief eenvoudig gevormd worden uit cytosine. Dit geeft aanleiding tot fouten in de genetische code en kan mogelijk tot mutaties leiden. Echter, deze vorm van DNA-schade wordt tegengegaan door tal van DNA-herstelmechanismen. Thymine bezit nog een extra methylgroep en kan bijgevolg niet zo eenvoudig uit cytosine worden gevormd.
Uracil, thymine en cytosine worden pyrimidines genoemd.
Uracil vormt bij binding met ribose de nucleoside uridine.